# Европесма-Еуропјесма 2005.
Европесма-Еуропјесма 2005. било је друго издање Европесме-Еуропјесме, такмичења на ком се одлучује представник Србије и Црне Горе на Песми Евровизије 2005. У организацији Удружења јавних радија и телевизија (УЈРТ), такмичење је одржано у студију РТЦГ, у граду Подгорици, у Србији и Црној Гори. Такмичење састојало од српског полуфинала под именом Беовизија одржаног 19. фебруара, црногорског полуфинала под именом Монтевизија одржаног 2. марта и финала 4. марта.
Победила је песма Заувијек моја коју је компоновао Славен Кнезовић, за коју је текст написао Милан Перић, а извела група No Name.

## Позадина
Победничка песма првог издања Европесме-Еуропјесме 2004. Лане моје завршила је на другом месту на Песми Евровизије 2004. Емитер Србије и Црне Горе, УЈРТ, је 14. новембра 2004. потврдом учешћа на Песми Евровизије 2005. такође најавио наставак организовања Европесме-Еуропјесме за одабир српскоцрногорског представника на такмичењу.

## Продукција и формат
Беовизију су организовали РТС и Мегатон продукција, Монтевизију је организовала РТЦГ, док је Европесму-Еуропјесму примарно организовала УЈРТ у сарадњи са РТЦГ.
Такмичење се састојало од три такмичарске вечери: Беовизије, Монтевизије и Европесме-Еуропјесме. Два републичка емитера, РТС и РТЦГ, су бирала песме за Европесму-Еуропјесму, РТС 14 , а РТЦГ 10 песама. РТС је својих 14 песама изабрао кроз Беовизију, док је РТЦГ својих 10 песама изабрао кроз Монтевизију.

## Ток такмичења

### Полуфинала

#### Беовизија 2005.
Беовизија 2005. је било треће по реду издање Беовизије, такмичења које је служило као српско полуфинале Еуропесме-Европјесме 2005. У организацији Радио-телевизије Србије (РТС), такмичење се састојало од једне такмичарске вечери одржане 19. фебруара 2005, као и ревијалне вечери 20. фебруара. Четрнаест најбоље пласираних песама такмичарске вечери Беовизије су се пласирале на Европесму-Еуропјесму.

##### Учесници
РТС је примио 197 пријава за Беовизију, од којих је за учешће одабрано 24. Селекциони жири чинили су: Ана Милићевић, Владимир Марковић, Ања Рогљић, Марина Туцаковић, Владимир Граић и Роберт Немечек. Списак извођача и песама је објављен 2. фебруара 2005.
Један од одабраних извођача, Кнез са песмом Коцка шећера, се повукао пред такмичење, па је учествовало укупно 23 песме.
Легенда:
  Повукао се
| Извођач(и)       | Песма            | Музика и текст                             |
| ---------------- | ---------------- | ------------------------------------------ |
| Ана Цветковић    | Невидљива        | Драгана Јовановић Ружа Јеремић             |
| Астра            | Потражи ме       | Славиша Маленовић Валентина Маленовић      |
| Бобан            | Шта ми вреди     | Слободан Бајић                             |
| Викторија        | Кажи сестро      | Зоран Лесендрић Маја Милош                 |
| Драфт            | Додир            | Драфт Милош Рогановић                      |
| Душан Зрнић      | Небо             | Душан Зрнић Дамир Демировски               |
| Епилог           | Опроштај         | Михаило Игњатовић Драган Урошевић          |
| Зики             | Човек као ја     | Светлана Славковић (Цеца) Никола Буровац   |
| Јелена Томашевић | Јутро            | Жељко Јоксимовић Александра Милутиновић    |
| Коктел бенд      | Минђуше          | Леонтина Вукомановић                       |
| Кнез             | Коцка шећера     | Леонтина Вукомановић                       |
| Лу Лу            | Боље да те немам | Мирко Вукомановић Снежана Вукомановић      |
| Луна             | Sentimientos     | Чеда Чворак                                |
| Маја Митровић    | Нама треба љубав | Раде Радивојевић Душко Трифуновић          |
| Марија Шерифовић | Понуда           | Растко Аксентијевић                        |
| Момчило Клиника  | Марија           | Момчило Грујичић Никола Грбић              |
| Оги              | Хајде Цицо       | Огњан Радивојевић Соња Петровић            |
| Таша             | Добре девојке    | Марко Кон Светлана Славковић (Цеца)        |
| Тања Ђорђевић    | Ко је крив       | Мирко Вукомановић Снежана Вукомановић      |
| Теодора Бојовић  | Ти си крив       | Теодора Бојовић                            |
| Трик             | Робија           | Александар Перишић (Ромарио) Милан Бојанић |
| Урбан пулс       | Ти знаш          | Никола Штрумбергер                         |
| Чипи             | Љубав–вест дана  | Драган Урошевић Звонко Пантовић (Чипи)     |
| Џеј и Маја       | Победила си ме   | Зоран Лесендрић Маја Милош                 |

##### Такмичарско вече
Такмичарско вече Беовизије 2005. одржано је 19. фебруара у београдском Сава центру. Програм су водили Јелена Јовичић и Слободан Бода Нинковић. Резултате такмичења одлучио је осмочлани жири и публика телегласањем као девети члан жирија. Сваки члан жирија и публика су доделили 12, 10 и 8—1 поена за својих 10 омиљених песама. Чланови жирија Беовизије 2005. су били: Леа Киш, Горчин Стојановић, Јелена Илић, Оливер Јовановић, Ерна Перић, Добривој Марински, Душан Ерцеговац и Корнелије Ковач.
Вече је отворено тако што су Јовичић и Нинковић извели евровизијске песме Waterloo, Save Your Kisses for Me и Rock Me.  
Током вечери, презентери су наставили извођење евровизијских песама, па су тако извели песме Puppet on a String, Ding-a-dong, Bandido, Non ho l’età, Hold Me Now, Ein bißchen Frieden, J’aime la vie, Insieme: 1992 и Everyway That I Can.
Победила је песма Јутро коју је компоновао Жељко Јоксимовић, за коју је текст написала Александра Милутиновић, а извела Јелена Томашевић.
Легенда:
| #   | Извођач(и)       | Песма            | Жири | Телегласање | Телегласање | Укупно | Пласман |
| #   | Извођач(и)       | Песма            | Жири | Гласови     | Поени       | Укупно | Пласман |
| --- | ---------------- | ---------------- | ---- | ----------- | ----------- | ------ | ------- |
| 1.  | Маја Митровић    | Нама треба љубав | 13   | —           | 3           | 16     | 11.     |
| 2.  | Душан Зрнић      | Небо             | 13   | —           | 4           | 17     | 10.     |
| 3.  | Епилог           | Опроштај         | 1    | —           | 0           | 1      | 18.     |
| 4.  | Тања Ђорђевић    | Ко је крив       | 9    | —           | 0           | 9      | 14.     |
| 5.  | Лу Лу            | Боље да те немам | 14   | —           | 0           | 14     | 12.     |
| 6.  | Момчило Клиника  | Марија           | 2    | —           | 0           | 2      | 17.     |
| 7.  | Коктел бенд      | Минђуше          | 24   | —           | 2           | 26     | 9.      |
| 8.  | Ана Цветковић    | Невидљива        | 60   | —           | 7           | 67     | 3.      |
| 9.  | Урбан пулс       | Ти знаш          | 7    | —           | 0           | 7      | 15.     |
| 10. | Бобан            | Шта ми вреди     | 0    | —           | 0           | 0      | 21.     |
| 11. | Луна             | Sentimientos     | 11   | —           | 0           | 11     | 13.     |
| 12. | Марија Шерифовић | Понуда           | 33   | —           | 0           | 33     | 7.      |
| 13. | Таша             | Добре девојке    | 24   | —           | 6           | 30     | 8.      |
| 14. | Драфт            | Додир            | 1    | —           | 0           | 1      | 18.     |
| 15. | Трик             | Робија           | 0    | —           | 1           | 1      | 18.     |
| 16. | Јелена Томашевић | Јутро            | 78   | 4.971       | 12          | 90     | 1.      |
| 17. | Астра            | Потражи ме       | 0    | —           | 0           | 0      | 21.     |
| 18. | Зики             | Човек као ја     | 4    | —           | 0           | 4      | 16.     |
| 19. | Џеј и Маја       | Победила си ме   | 38   | —           | 10          | 48     | 4.      |
| 20. | Оги              | Хајде Цицо       | 61   | —           | 8           | 69     | 2.      |
| 21. | Чипи             | Љубав–вест дана  | 0    | —           | 0           | 0      | 21.     |
| 22. | Викторија        | Кажи сестро      | 37   | —           | 0           | 37     | 6.      |
| 23. | Теодора Бојовић  | Ти си крив       | 34   | —           | 5           | 39     | 5.      |

| #   | Песма            | Л. Киш | Г. Стојановић | Ј. Илић | О. Јовановић | Е. Перић | Д. Марински | Д. Ерцеговац | К. Ковач | Укупно |
| --- | ---------------- | ------ | ------------- | ------- | ------------ | -------- | ----------- | ------------ | -------- | ------ |
| 1.  | Нама треба љубав | 1      | 3             |         | 4            | 2        |             | 3            |          | 13     |
| 2.  | Небо             |        | 1             | 5       |              |          | 1           | 4            | 2        | 13     |
| 3.  | Опроштај         |        |               |         |              |          |             |              | 1        | 1      |
| 4.  | Ко је крив       |        | 4             | 4       |              | 1        |             |              |          | 9      |
| 5.  | Боље да те немам |        | 6             |         | 3            |          |             |              | 5        | 14     |
| 6.  | Марија           | 2      |               |         |              |          |             |              |          | 2      |
| 7.  | Минђуше          | 7      | 5             | 2       | 1            |          | 2           | 1            | 6        | 24     |
| 8.  | Невидљива        |        | 12            | 7       | 6            | 12       | 6           | 7            | 10       | 60     |
| 9.  | Ти знаш          |        |               |         |              |          |             |              | 7        | 7      |
| 10. | Шта ми вреди     |        |               |         |              |          |             |              |          | 0      |
| 11. | Sentimientos     | 6      |               |         | 2            |          | 3           |              |          | 11     |
| 12. | Понуда           |        | 10            | 3       | 8            | 3        | 4           | 5            |          | 33     |
| 13. | Добре девојке    |        | 7             |         | 5            | 7        | 5           |              |          | 24     |
| 14. | Додир            |        |               | 1       |              |          |             |              |          | 1      |
| 15. | Робија           |        |               |         |              |          |             |              |          | 0      |
| 16. | Јутро            | 8      | 8             | 10      | 10           | 10       | 12          | 8            | 12       | 78     |
| 17. | Потражи ме       |        |               |         |              |          |             |              |          | 0      |
| 18. | Човек као ја     | 4      |               |         |              |          |             |              |          | 4      |
| 19. | Победила си ме   | 10     |               |         |              | 6        | 10          | 12           |          | 38     |
| 20. | Хајде Цицо       | 12     |               | 12      | 7            | 8        | 8           | 10           | 4        | 61     |
| 21. | Љубав–вест дана  |        |               |         |              |          |             |              |          | 0      |
| 22. | Кажи сестро      | 3      |               | 8       |              | 5        | 7           | 6            | 8        | 37     |
| 23. | Ти си крив       | 5      | 2             | 6       | 12           | 4        |             | 2            | 3        | 34     |

##### Ревијално вече
Дана 20. фебруара одржано је ревијално вече Беовизије, на којој су додељене награде Беовизије. Додељене су награде за најбољег дебитанта, најбољи текст, најбољу интерпретацију, награда публике, као и награда свеукупном победнику. Потом су додељене награде за успехе у претходној години. Вече су презентовали Јелена Јовичић, Слободан Бода Нинковић и Маја Петровић.
Наступе су имали Сања Илић и Балканика, Бора Дугић, Пети елемент и Легенде.
| Награда                  | Добитник                                          |
| ------------------------ | ------------------------------------------------- |
| Рок песма године         | Negative — Збуњена                                |
| Дебитантски албум године | Жељко Васић — Интро                               |
| Поп-денс група године    | Луна                                              |
| Интерпретација године    | Марија Шерифовић                                  |
| Поп група године         | Пети елемент                                      |
| Кантаутор године         | Ивана Јордан                                      |
| Концертна турнеја године | Здравко Чолић                                     |
| Етно извођач године      | Сања Илић и Балканика                             |
| Поп песма године         | Тијана Дапчевић — Земља мојих снова               |
| Рок група године         | Лира Вега                                         |
| Откриће године           | Цвета Мајтановић                                  |
| Балада године            | Жељко Самарџић — Љубавник                         |
| Повратак године          | Неверне бебе                                      |
| Текст године             | Жељко Јоксимовић — Лане моје                      |
| Филмска музика године    | Легенде — Музика из филма „Јесен стиже дуњо моја” |
| Певачица године          | Гоца Тржан                                        |
| Певач године             | Владо Георгиев                                    |
| Албум године             | Владо Георгиев — Жена без имена                   |
| Хит године               | Жељко Јоксимовић — Лане моје                      |
| Специјална награда       | Бајага                                            |

#### Монтевизија 2005.
Монтевизија 2005. је било прво по реду издање Монтевизије, такмичења које је служило као црногорско полуфинале Еуропесме-Европјесме 2005. У организацији Радио-телевизије Црне Горе (РТЦГ), такмичење се састојало од једне такмичарске вечери одржане 2. марта 2005. Десет најбоље пласираних песама се пласирало на Европесму-Еуропјесму.

##### Учесници
РТЦГ је примио 82 пријаве за Монтевизију, од којих је за учешће одабрано 24. Селекциони жири чинили су: Радован Паповић, Нада Вучинић и Вјера Николић. Списак извођача је објављен 2. фебруара 2005.
| Извођач(и)            | Песма                    | Музика и текст                                     |
| --------------------- | ------------------------ | -------------------------------------------------- |
| Андријана Божовић     | Све ти боје добро стоје  | Александра Радовић Драгана Јовановић               |
| Андреа Демировић      | Шта ће ми дани           | Андреа Демировић                                   |
| Божидарка Никчевић    | Нема те                  | Лео Ђокај Љубо Јововић                             |
| Бојан Маровић         | Свеједно                 | Леонтина Вукомановић                               |
| Бојан Делић           | Дан и ноћ                | Дејан Перишић                                      |
| Биљана Митровић       | Када љубав умире         | Биљана Митровић Мирко Шћепановић Небојша Ђукановић |
| Владана Вучинић       | Само мој, никад њен      | Александар Миличић Златко Бабан                    |
| Горан Пејовић - Гула  | Ја сакривам себе у себи  | Горан Пејовић (Гула)                               |
| Дука Мартиновић       | Нисам твој               | Весна Милачић (Каја) Дука Мартиновић               |
| Ема Чиворцић          | Ове ноћи кад би ме звао  | Зоран Василић                                      |
| Ивана Поповић         | У оку твом               | Славенко Шућур Тања Ђонлага                        |
| Каја и Црвено и црно  | Нисам ти једина          | Весна Милачић (Каја) [ ] Михаило Радоњић           |
| Макадам               | Талија                   | Александар Ераковић Мирсад Серхатлић               |
| Марко Вукчевић        | Говор тијела             | Марко Вукчевић Саша Васић                          |
| Марија Божовић        | Пронађи пут              | Никола Радуновић                                   |
| Мицо Вујовић          | Наопачке                 | Мицо Вујовић                                       |
| No Name               | Заувијек моја            | Славен Кнезовић Милан Перић                        |
| Нина Петковић         | Љубав је                 | Слободан М. Ковачевић                              |
| Небојша Ђукановић     | Зачаран                  | Небојша Ђукановић                                  |
| Слободан М. Ковачевић | Јој                      | Слободан М. Ковачевић                              |
| Светлана Раичковић    | Празнина                 | Светлана Раичковић                                 |
| Славен Кнезовић       | Плаћам те животом љепото | Милан Перић Михаило Радоњић Славен Кнезовић        |
| Сузана Тот            | Љубав, ја и ти           | Дејан Филиповић Миодраг З. Илић                    |
| Стеван Феди           | Утјеха                   | Александар Таминџић                                |

##### Такмичарско вече
Монтевизија 2005. одржана је 2. марта 2005. у студију РТЦГ у Подгорици. Програм су водили Жана Гардашевић, Анђела Ненадовић и Андрија Милошевић. Резултате такмичења је одлучио осмочлани жири и публика телегласањем као девети члан жирија. Сваки члан жирија и публика су доделили 12, 10 и 8—1 поен за својих 10 омиљених песама.
Победила је песма Заувијек моја коју је компоновао Славен Кнезовић, за коју је текст написао Милан Перић, а извела група No Name.
Легенда:
| #   | Извођач(и)            | Песма                    | Жири | Телегласање | Укупно | Пласман |
| --- | --------------------- | ------------------------ | ---- | ----------- | ------ | ------- |
| 1.  | Нина Петковић         | Љубав је                 | 11   | 3           | 14     | 11.     |
| 2.  | Слободан М. Ковачевић | Јој                      | 0    | 0           | 0      | 20.     |
| 3.  | Дука Мартиновић       | Нисам твој               | 0    | 0           | 0      | 20.     |
| 4.  | Мићо Вујовић          | Наопачке                 | 0    | 0           | 0      | 20.     |
| 5.  | No Name               | Заувијек моја            | 85   | 12          | 97     | 1.      |
| 6.  | Бојан Маровић         | Свеједно                 | 59   | 6           | 65     | 4.      |
| 7.  | Бојан Делић           | Дан и ноћ                | 0    | 4           | 4      | 15.     |
| 8.  | Стеван Феди           | Утјеха                   | 68   | 10          | 78     | 2.      |
| 9.  | Стетлана Раичковић    | Празнина                 | 30   | 0           | 30     | 8.      |
| 10. | Сузана Тот            | Љубав, ја и ти           | 6    | 0           | 6      | 14.     |
| 11. | Владана Вучинић       | Само мој, никад њен      | 1    | 0           | 1      | 18.     |
| 12. | Горан Пејовић - Гула  | Ја скривам себе у себи   | 0    | 1           | 1      | 18.     |
| 13. | Макадам               | Талија                   | 9    | 2           | 11     | 12.     |
| 14. | Марко Вукчевић        | Говор тијела             | 15   | 0           | 15     | 10.     |
| 15. | Ема Чивовић           | Ове ноћи кад би ме звао  | 2    | 0           | 2      | 16.     |
| 16. | Биљана Митровић       | Кад љубав умире          | 31   | 0           | 31     | 7.      |
| 17. | Славен Кнезовић       | Плаћам те животом љепото | 8    | 0           | 8      | 13.     |
| 18. | Андријана Божовић     | Све ти боје добро стоје  | 65   | 5           | 70     | 3.      |
| 19. | Ивана Поповић         | У оку твом               | 10   | 8           | 18     | 9.      |
| 20. | Марија Божовић        | Пронађи пут              | 34   | 0           | 34     | 6.      |
| 21. | Андреа Демировић      | Шта ће ми дани           | 28   | 7           | 35     | 5.      |
| 22. | Небојша Ђукановић     | Зачаран                  | 2    | 0           | 2      | 16.     |
| 23. | Божидарка Никчевић    | Нема те                  | 0    | 0           | 0      | 20.     |
| 24. | Каја и Црвено и црно  | Нисам ти једина          | 0    | 0           | 0      | 20.     |

### Европесма-Еуропјесма

#### Учесници
Двадесет четири песме је требало да се такмичи, и то:
- 14 српских песама одабраних Беовизијом 2005. (РТС);
- 10 црногорских песама одабраних Монтевизијом 2005. (РТЦГ).

Пред само такмичење, група Луна са песмом Sentimientos се повукла са такмичења због бојкота истог, те су учествовале 23 песме.
| Извођач(и)         | Песма                   | Музика и текст                                     | Емитер |
| ------------------ | ----------------------- | -------------------------------------------------- | ------ |
| Ана Цветковић      | Невидљива               | Драгана Јовановић Ружа Јеремић                     | РТС    |
| Андријана Божовић  | Све ти боје добро стоје | Александра Радовић Драгана Јовановић               | РТЦГ   |
| Андреа Демировић   | Шта ће ми дани          | Андреа Демировић                                   | РТЦГ   |
| Бојан Маровић      | Свеједно                | Леонтина Вукомановић                               | РТЦГ   |
| Биљана Митровић    | Када љубав умире        | Биљана Митровић Мирко Шћепановић Небојша Ђукановић | РТЦГ   |
| Викторија          | Кажи сестро             | Маја Милош Зоран Лесендрић                         | РТС    |
| Душан Зрнић        | Небо                    | Дамир Демировски Душан Зрнић                       | РТС    |
| Ивана Поповић      | У оку твом              | Славенко Шућур Тања Ђонлага                        | РТЦГ   |
| Јелена Томашевић   | Јутро                   | Жељко Јоксимовић Александра Милутиновић            | РТС    |
| Коктел бенд        | Минђушe                 | Леонтина Вукомановић                               | РТС    |
| Лу Лу              | Боље да те немам        | Мирко Вукомановић Снежана Вукомановић              | РТС    |
| Луна               | Sentimientos            | Чеда Чворак                                        | РТС    |
| Маја Митровић      | Нама треба љубав        | Душко Трифуновић Раде Радивојевић                  | РТС    |
| Марија Шерифовић   | Понуда                  | Растко Аксентијевић                                | РТС    |
| Марко Вукчевић     | Говор тијела            | Марко Вукчевић Саша Васић                          | РТЦГ   |
| Марија Божовић     | Пронађи пут             | Никола Радуновић                                   | РТЦГ   |
| No Name            | Заувијек моја           | Славен Кнезовић Милан Перић                        | РТЦГ   |
| Оги                | Хајде цицо              | Огњан Радивојевић Соња Петровић                    | РТС    |
| Светлана Раичковић | Празнина                | Светлана Раичковић                                 | РТЦГ   |
| Стеван Феди        | Утјеха                  | Александар Таминџић                                | РТЦГ   |
| Татјана Ђорђевић   | Ко је крив              | Мирко Вукомановић Снежана Вукомановић              | РТС    |
| Таша               | Добре девојке           | Светлана Славковић (Цеца) Марко Кон                | РТС    |
| Теодора Бојовић    | Ти си крив              | Теодора Бојовић                                    | РТС    |
| Џеј и Маја         | Победила си ме          | Маја Милош Зоран Лесендрић                         | РТС    |

#### Финале
Европесма-Еуропјесма 2005. је одржана 4. марта 2005. са почетком 21.00ч CET у РТЦГ студију у Подгорици, у Србији и Црној Гори.
Победника је одлучила комбинација гласова жирија и публике. Жири је био сачињен од четири члана из Србије и четири из Црне Горе. Српски жири чинили су: Огњен Поповић, Петар Ивановић, Силвана Ружић и Биљана Арсић, док су Марина Цуца, Зоран Живковић, Тончи петровић и Тијана Јововић чинили црногорски жири.
У паузи за гласање су наступили Мартин Вучић, представник БЈР Македоније на Песми Евровизије 2005. и Константинос Кристофороу, представник Кипра исте године.
Победу је однела песма Заувијек моја, коју је компоновао Милан Перић, за коју је текст написао Славен Кнезовић, а коју изводи група No Name.
Легенда:
  Победници
  Повукли се
| #   | Емитер | Извођач(и)         | Песма                   | Жири | Телегласање | Телегласање | Укупно | Пласман |
| #   | Емитер | Извођач(и)         | Песма                   | Жири | Гласови     | Поени       | Укупно | Пласман |
| --- | ------ | ------------------ | ----------------------- | ---- | ----------- | ----------- | ------ | ------- |
| 1.  | РТС    | Лу Лу              | Боље да те немам        | 2    | —           | 0           | 2      | 19.     |
| 2.  | РТЦГ   | No Name            | Заувијек моја           | 72   | 32.607      | 12          | 96     | 1.      |
| 3.  | РТС    | Џеј и Маја         | Победила си ме          | 5    | 898         | 2           | 7      | 15.     |
| 4.  | РТС    | Оги                | Хајде Цицо              | 44   | 4.187       | 7           | 51     | 3.      |
| 5.  | РТЦГ   | Андреа Демировић   | Шта ће ми дани          | 38   | 1.784       | 4           | 42     | 5.      |
| 6.  | РТС    | Теодора Бојовић    | Ти си крив              | 9    | —           | 0           | 9      | 14.     |
| 7.  | РТС    | Ана Цветковић      | Невидљива               | 24   | 748         | 1           | 25     | 10.     |
| 8.  | РТЦГ   | Светлана Раичковић | Празнина                | 6    | —           | 0           | 6      | 16.     |
| 9.  | РТС    | Јелена Томашевић   | Јутро                   | 44   | 16.978      | 10          | 54     | 2.      |
| 10. | РТЦГ   | Биљана Митровић    | Када љубав умире        | 2    | —           | 0           | 2      | 19.     |
| 11. | РТС    | Луна               | Sentimientos            | —    | —           | —           | —      | —       |
| 12. | РТЦГ   | Ивана Поповић      | У оку твом              | 7    | 2.066       | 5           | 12     | 13.     |
| 13. | РТС    | Коктел бенд        | Минђушe                 | 6    | —           | 0           | 6      | 16.     |
| 14. | РТС    | Викторија          | Кажи сестро             | 0    | —           | 0           | 0      | 21.     |
| 15. | РТЦГ   | Андријана Божовић  | Све ти боје добро стоје | 32   | 1.466       | 3           | 35     | 6.      |
| 16. | РТС    | Татјана Ђорђевић   | Ко је крив              | 0    | —           | 0           | 0      | 21.     |
| 17. | РТЦГ   | Бојан Маровић      | Свеједно                | 23   | 3.079       | 6           | 29     | 9.      |
| 18. | РТС    | Маја Митровић      | Нама треба љубав        | 30   | —           | 0           | 30     | 8.      |
| 19. | РТС    | Марија Шерифовић   | Понуда                  | 5    | —           | 0           | 5      | 18.     |
| 20. | РТЦГ   | Марко Вукчевић     | Говор тијела            | 35   | —           | 0           | 35     | 6.      |
| 21. | РТС    | Таша               | Добре девојке           | 0    | —           | 0           | 0      | 21.     |
| 22. | РТЦГ   | Марија Божовић     | Пронађи пут             | 23   | —           | 0           | 23     | 11.     |
| 23. | РТС    | Душан Зрнић        | Небо                    | 15   | —           | 0           | 15     | 12.     |
| 24. | РТЦГ   | Стеван Феди        | Утјеха                  | 42   | 4.283       | 8           | 50     | 4.      |

| #   | Песма                   | Огњен Поповић | Марина Цуца | Петар Ивановић | Зоран Живковић | Силвана Ружић-Грујић | Тончи Петровић | Биљана Арсић | Тијана Јововић | Укупно |
| #   | Песма                   | Србија        | Црна Гора   | Србија         | Црна Гора      | Србија               | Црна Гора      | Србија       | Црна Гора      | Укупно |
| --- | ----------------------- | ------------- | ----------- | -------------- | -------------- | -------------------- | -------------- | ------------ | -------------- | ------ |
| 1.  | Боље да те немам        | 2             |             |                |                |                      |                |              |                | 2      |
| 2.  | Заувијек моја           | 6             | 12          | 6              | 12             | 5                    | 12             | 7            | 12             | 72     |
| 3.  | Победила си ме          |               |             | 5              |                |                      |                |              |                | 5      |
| 4.  | Хајде Цицо              | 10            |             | 10             |                | 12                   |                | 12           |                | 44     |
| 5.  | Шта ће ми дани          |               | 8           | 4              | 8              |                      | 8              |              | 10             | 38     |
| 6.  | Ти си крив              |               |             | 3              |                | 3                    | 2              | 1            |                | 9      |
| 7.  | Невидљива               | 1             | 6           | 7              |                | 4                    | 4              |              | 2              | 24     |
| 8.  | Празнина                |               |             |                |                |                      | 6              |              |                | 6      |
| 9.  | Јутро                   | 12            |             | 12             |                | 10                   |                | 10           |                | 44     |
| 10. | Када љубав умире        |               |             |                | 1              |                      | 1              |              |                | 2      |
| 11. | Sentimientos            | —             | —           | —              | —              | —                    | —              | —            | —              | —      |
| 12. | У оку твом              |               | 1           |                |                |                      |                |              | 6              | 7      |
| 13. | Минђуше                 |               |             |                |                |                      |                | 3            | 3              | 6      |
| 14. | Кажи сестро             |               |             |                |                |                      |                |              |                | 0      |
| 15. | Све ти боје добро стоје |               | 5           | 8              | 6              | 1                    | 7              |              | 5              | 32     |
| 16. | Ко је крив              |               |             |                |                |                      |                |              |                | 0      |
| 17. | Свеједно                | 4             | 4           | 1              | 5              |                      | 5              | 4            |                | 23     |
| 18. | Нама треба љубав        | 7             |             | 2              | 7              | 8                    |                | 6            |                | 30     |
| 19. | Понуда                  |               | 2           |                | 3              |                      |                |              |                | 5      |
| 20. | Говор тијела            | 8             | 3           |                | 2              | 6                    |                | 8            | 8              | 35     |
| 21. | Добре девојке           |               |             |                |                |                      |                |              |                | 0      |
| 22. | Пронађи пут             | 3             | 7           |                | 4              | 2                    | 3              |              | 4              | 23     |
| 23. | Небо                    | 5             |             |                |                | 7                    |                | 2            | 1              | 15     |
| 24. | Утјеха                  |               | 10          |                | 10             |                      | 10             | 5            | 7              | 42     |

## Преноси
Европесма-Еуропјесма је емитована у Србији на РТС 1 и РТС Сат, а у Црној Гори на ТВЦГ 1 и ТВЦГ Сат.
Беовизија је емитована у Србији на РТС 1 и РТС Сат, а у Црној Гори на ТВЦГ.
Монтевизија је емитована у Црној Гори на ТВЦГ 1 и ТВЦГ Сат, а у Србији на РТС 2.

## Пријем
Конкурс је изазвао контроверзе јер црногорски жири није дао ни један поен фаворитима из Србије, Јелени Томашевић и Огију, који су завршили на прва два места на Беовизији, док је црногорска група No Name добила максималан број поена од свих чланова црногорског жирија.
Јелена Томашевић, другопласирана, изјавила је да „мисли да је [Црногорцима] криво што је Жељко Јоксимовић толико успео прошле године, а он је из Србије, па су сада желели да нам се освете”. Портпарол РТЦГ тврдио је да није утицао на жири. Марина Цуца, чланица црногорског жирија, тврдила је да је жири „био под утиском [Европесме-Еуропјесме 2004]” и да су „желели да дају шансу црногорским уметницима”. Истакла је и да је можда то „протекло из патриотизма, националног буђења” као и осећаја да је Србија увек главна у државној заједници.
Медији у Србији тражили су дисквалификацију победника.